# Блейк Лайвли
Блейк Кристина Лайвли (на английски: Blake Christina Lively) е американска актриса, известна с участията си във филма „Женско братство“ (The Sisterhood of the Traveling Pants) и в базирания на книга сериал „Клюкарката“ (Gossip Girl). Списание FHM я поставя на 9-о място в класацията на 100-те най-красиви жени за 2008 година, като през същата година дебютира и в класацията на AskMen Top 99 Women.

## Биография

### Произход и детски години
Блейк Елендър Браун е родена на 25 август 1987 г. в Тарзана, Лос Анджелис, Калифорния, в семейството на актьорите Илейн Лайвли и Ърни Лайвли (роден Ърнест Броун). Израства сред протестанти от т.нар. „южни баптисти“.
Тя е най-малката от пет деца. Има по-голям брат, Ерик, две доведени сестри, Лори и Робин, както и полубрат, Джейсън. Всички деца работят в развлекателната индустрия.
Лайвли като дете е водена със своите родители на актьорско майсторство, където те преподават, защото не са искали да я оставят с детегледачка.

### Кариера
Професионалният ѝ дебют е на 10-годишна възраст, когато участва във филма „Пясъчен човек“ (Sandman) от 1998 г., режисиран от баща ѝ. Лайвли определя ролята си като „второстепенна“. Първоначално тя не се интересува от актьорско майсторство и иска да учи в Станфордския университет.
През 2005 г. изиграва първата си главна роля в комедията „Женско братство“ заедно с Алексис Бледел, Амбър Тамблин и Америка Ферера. Играта на Лайвли ѝ носи номинация за наградата Teen Choice Award в категорията „Най-добър филм на годината – жена“.
През 2006 г. играе роля във филма „Приет“, а през 2008 г. се появява в продължението на „Женско братство“ – „Женско братство 2“. Между 2007 и 2012 г. играе Серена ван дер Уудсен в американския телевизионен сериал „Клюкарката“. Тази роля носи на Лайвли международна слава. Оттогава Лайвли често е определяна от героинята си в сериала. След края на сериала през 2012 г. се появява в половин дузина филми до 2018 г. Паралелно с телевизионната си кариера застава пред камерата на драмите Pippa Lee (2009) и New York, I Love You (2009).
През 2010 г. се снима в трилъра „Градът“. За изпълнението си във филма тя е номинирана за най-добра актриса в поддържаща роля от Дружеството на филмовите критици в Сан Диего и др.
През 2010 г. се появява в клипа към песента I Just Had Sex на The Lonely Island и Ейкън. Играе главната женска роля във филма „Зеленият фенер“ (2011).
През 2011 г. Лайвли е лице на линията чанти Mademoiselle на Chanel, за която я снима дизайнерът Карл Лагерфелд. През октомври 2013 г. тя е представена като новия посланик на марката L'Oréal.
През 2018 г. Лайвли е назначена за член на Академията за филмово изкуство и наука, която ежегодно връчва наградите „Оскар“.
През 2024 г. Блейк Лайвли е обект на критики по време на промоцията на филма „Никога повече“. Филмът, който е посветен на домашното насилие, е промотиран от Лайвли по начин, който някои смятат за неподходящ. Освен това се появяват съобщения за напрежение между Лайвли и нейния колега и режисьор Джъстин Балдони. Твърди се, че по време на постпродукцията на филма, че е била сексуално тормозена от режисьора. През декември 2024 г. Блейк Лайвли отправя сериозни обвинения срещу Балдони. Тя подава жалба за сексуален тормоз и други инциденти в Калифорнийския отдел за граждански права. Лайвли обвинява Балдони, че импровизира нежелани целувки по време на снимките и създава враждебна работна среда, като прави неуместни сексуални коментари. Балдони отговаря с контраиск. Правният спор води до интензивен обществен дебат.

### Личен живот
От 2007 до 2010 г. Лайвли има връзка с актьора Пен Баджли. В началото на 2010 г. Лайвли се запознава с актьора Райън Рейнолдс на снимачната площадка на филма „Зеленият фенер“. Започват да се срещат през октомври 2011 и се женят на 9 септември 2012 г. в Буун Хол Плантейшън в Маунт Плезант. Двойката има четири деца: три дъщери (Джеймс, род. на 16 декември 2014 година, Инес, род. на 28 септември 2016 година, и Бети, род. на 4 октомври 2019 година)) и син – Олин, роден през февруари 2023 година. Семейството живее в Паунд Ридж, щат Ню Йорк.

## Застъпничество
По време на президентските избори в САЩ през 2008 г., Лайвли изразява подкрепата си за Барак Обама.

## Избрана Филмография
| Година      | Филм                                                                   | Оригинално заглавие                                  | Роля                     | Режисьор                                           |
| ----------- | ---------------------------------------------------------------------- | ---------------------------------------------------- | ------------------------ | -------------------------------------------------- |
| 1998        |                                                                        | Sandman                                              | Трикси /Феята на зъбките |                                                    |
| 2005        | Женско братство                                                        | The Sisterhood of the Traveling Pants                | Бриджет Вриланд          | Кен Куопис                                         |
| 2006        | Приет                                                                  | Accepted                                             | Моника Мореланд          | Стийв Пинк                                         |
| 2007        | Елвис и Анабел                                                         | Elvis and Anabelle                                   | Анабел Лий               | Уил Гайгер                                         |
| 2008        | Женско братство 2                                                      | The Sisterhood of the Traveling Pants 2              | Бриджет Вриланд          | Сана Хамри                                         |
| 2009        | Ню Йорк, обичам те!                                                    | New York, I Love You                                 | Габриел Димарко          | Брет Ратнър, Натали Портман, Фатих Акин, Мира Неър |
| 2009        | Живот на парчета                                                       | The Private Lives of Pippa Lee                       | Пипа Лий                 | Ребека Милър                                       |
| 2010        | Градът                                                                 | The Town                                             | Криста Куглин            | Бен Афлек                                          |
| 2011        | Зеленият фенер                                                         | Green Lantern                                        | Каръл Ферис              | Мартин Кембъл                                      |
| 2011        |                                                                        | Hick                                                 | Гленда                   | Дерик Мартини                                      |
| 2012        | Диваци                                                                 | Savages                                              | Офелия „О“ Сейдж         | Оливър Стоун                                       |
| 2007 – 2012 | Клюкарката (сериал)                                                    | Gossip Girl                                          | Сирина ван дер Удсън     | Джош Шуорц, Стефани Савидж – създатели             |
| 2015        | Вечната Аделайн                                                        | The Age of Adaline                                   | Аделайн                  | Лий Толънд Крийгър                                 |
| 2016        | Социален живот                                                         | Café Society                                         | Вероника                 | Уди Алън                                           |
| 2016        | Опасни води                                                            | The Shallows                                         | Нанси                    | Жауме Колет-Сера                                   |
| 2016        | Ти си всичко, което виждам                                             | All I See Is You                                     | Джина                    | Марк Форстър                                       |
| 2018        | Лесна услуга                                                           | A Simple Favor                                       | Емили                    | Пол Фейг                                           |
| 2018        | Когато си пожелаеш кисела краставичка: Специален филм за улица „Сезам“ | When You Wish Upon a Pickle: A Sesame Street Special | доставчик                | Джак Джеймсън                                      |
| 2020        | Ритъм секция                                                           | The Rhythm Section                                   | Стефани Патрик           | Марк Бърнел                                        |
| 2024        | Измислени приятели                                                     | IF                                                   | Октопус (глас)           | Джон Кразински                                     |
| 2024        | Никога повече                                                          | It Ends with Us                                      | Лили Блум                | Джъстин Балдони                                    |
| 2024        | Дедпул и Върколака                                                     | Deadpool & Wolverine                                 | Лейди Дедпул (глас)      | Шон Леви                                           |
| 2025        | Още една проста молба                                                  | Another Simple Favor                                 | Емили                    | Пол Фейг                                           |